# Zdeněk Pololáník
Zdeněk Pololáník (født 25. oktober 1935 i Brno, Tjekkiet, død 12. august 2024) var en tjekkisk komponist, organist og lærer.
Pololáník studerede komposition og orgel på Muskkonservatoriet i Brno hos Vilém Petrželka og Theodor Schaefer.
Han skrev fem symfonier, orkesterværker, kammermusik, opera, balletmusik, filmmusik etc.
Pololáník skrev musik til over 350 film. Han underviste på JAMU og blev organist i Brno-katedralen (1989).
Pololáník anses for en af Tjekkiets mest betydningsfulde og respekterede komponister.

## Udvalgte værker
- Symfoni nr. 1 (1961) - for orkester
- Symfoni nr. 2 (1962) - for 11 blæsere
- Symfoni nr. 3 (1962) - for orgel og slagtøj
- Symfoni nr. 4 (1963) - for strygerorkester
- Symfoni nr. 5 (1969) - for orkester
- Sinfonietta (1958) - for orkester